# Kazahstan la Concursul Muzical Eurovision
Kazahstanul nu a participat la Concursul Muzical Eurovision până acum. Țara se află în negocieri cu Uniunea Europeană de Radio-Televiziune. Televiziunea națională care ar urma să difuzeze concursul este K-1. Aceasta așteaptă să fie acceptată de UER, și să fie recunoscută ca membru cu drepturi depline din 2008. 
Postul de televiziune K-1 a difuzat concursul în anii 2010, 2012 și în 2013.